# Cyrtodactylus brevipalmatus
Cyrtodactylus brevipalmatus este o specie de șopârle din genul Cyrtodactylus, familia Gekkonidae, ordinul Squamata, descrisă de Worthington George Smith în anul 1923. Conform Catalogue of Life specia Cyrtodactylus brevipalmatus nu are subspecii cunoscute.